# Szlovén hegyi ösvény

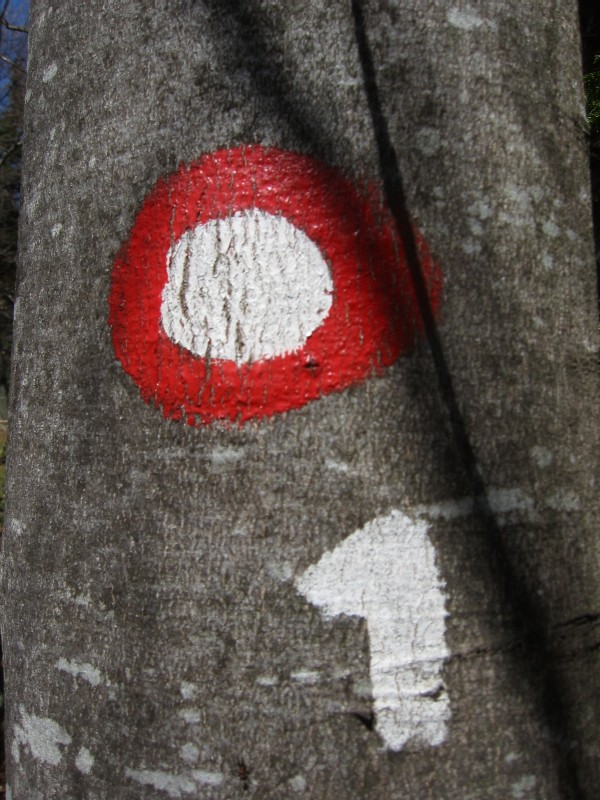
Knafelc-jelzés és mellette a Szlovén Hegyi Út jele (az 1-es) egy pohorjei bükkfán

A Szlovén Hegyi Út, (szlovénül: Slovenska planinska pot) más néven Transverzala, hegyi út Maribortól Ankaranig. Aki megjárja, az kijelentheti, hogy megismerte majdnem az egész szlovén hegyi világot. Az út kb. 50 ponton halad keresztül, magas, nehezen megmászható hegyeket, valamint könnyű dombokat is magába foglal. Az utak meg vannak jelölve, és a Knafelc-féle jelzésen kívül (piros-fehér pont) gyakran egy 1-est is hozzáfestenek, amely mutatja hogy egy Transverzala-úton vagyunk.
Ha egy ponthoz eljutunk, pecsétet kaphatunk bizonyítékként. Szlovéniában bármely könyvkereskedésben vagy hegyi házban lehet venni zöld "Transverzala könyvecskét", amelybe nyomják a pecséteket. Ezen kívül minden pontnál egy napló is található, ahova be kell iratkozni. Ha az összes pecsétet összegyűjtöttük, akkor a Szlovén Hegyi Út Bizottság érmet jutalmaz a pecsétek, és szükség esetén a naplóbejegyzések alapján.
A következő listában a nevek szlovén változata van megadva, ha magyar név nem létezik vagy nem ismert. A következő szlovén szavakat hasznos megjegyezni, így megérthetjük mit is jelent egyes név:
- koča - ház, hegyi ház
- dom, planinski dom, poštarski dom - otthon, hegyi otthon, postás otthon
- zavetišče - menedék

## Pohorjeés az északkeleti rész
- Mariborska koča (1068 m)
- Ruška koča (1246 m)
- Koča na Klopnem vrhu (1260 m)
- Ribniška koča (1507 m)
- Grmovškov dom pod Veliko Kopo (1371 m)
- Koča pod Kremžarjevim vrhom (1102 m)
- Poštarski dom pod Plešivcem (805 m)
- Dom na Uršlji gori (1670 m)
- Andrejev dom na Slemenu (1096 m)
- Koča na Smrekovcu (1377 m)

## Kamniki-Alpok
- Koča na Loki pod Raduho (1520 m)
- Velika Raduha (2062 m)

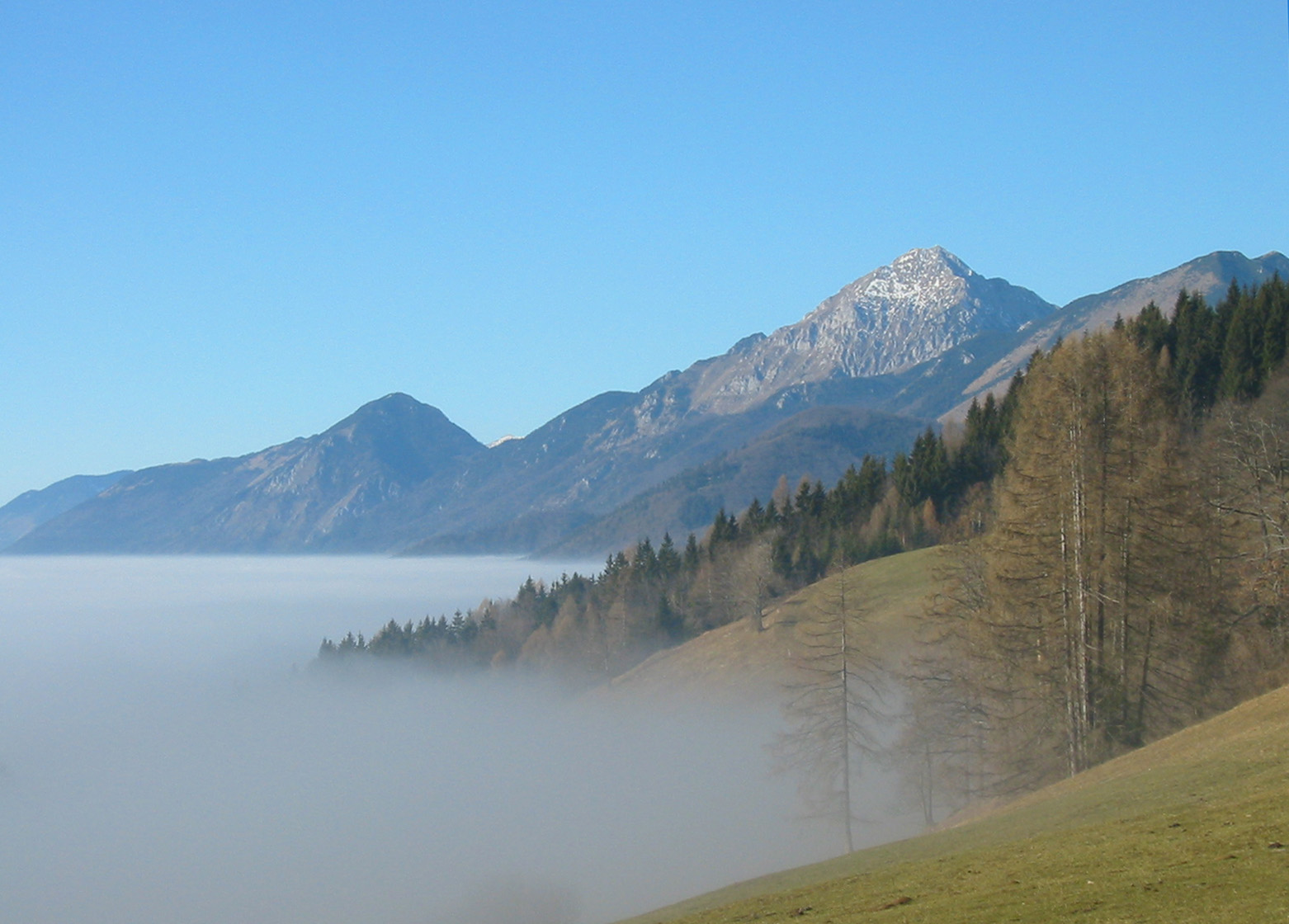
Kamniki-Alpok. A képen a legmagasabb csúcs a Storžič. A kép Sv. Ambrož-ban lett véve, Krvavec lábánál.

- Koča v Grohotu pod Raduho (1460 m)
- Kocbekov dom na Korošici (1808 m)
- Ojstrica (2349 m)
- Koča na Kamniškem sedlu (1884 m)
- Frischaufov dom na Okrešlju (1378 m)
- Kranjska koča na Ledinah (1700 m)
- Koroška Rinka (Križ) (2433 m)
- Skuta (2532 m)
- Cojzova koča na Kokrskem sedlu (1793 m)
- Grintovec (2558 m)
- Jezerska Kočna (2540 m)
- Češka koča na Spodnjih Ravneh (1543 m)
- Planinski dom na Kališču (1540 m)
- Storžič (2132 m)
- Dom pod Storžičem (1123 m)
- Koča na Kriški gori (1471 m)
- Koča na Dobrči (1478 m)

## Karavankák

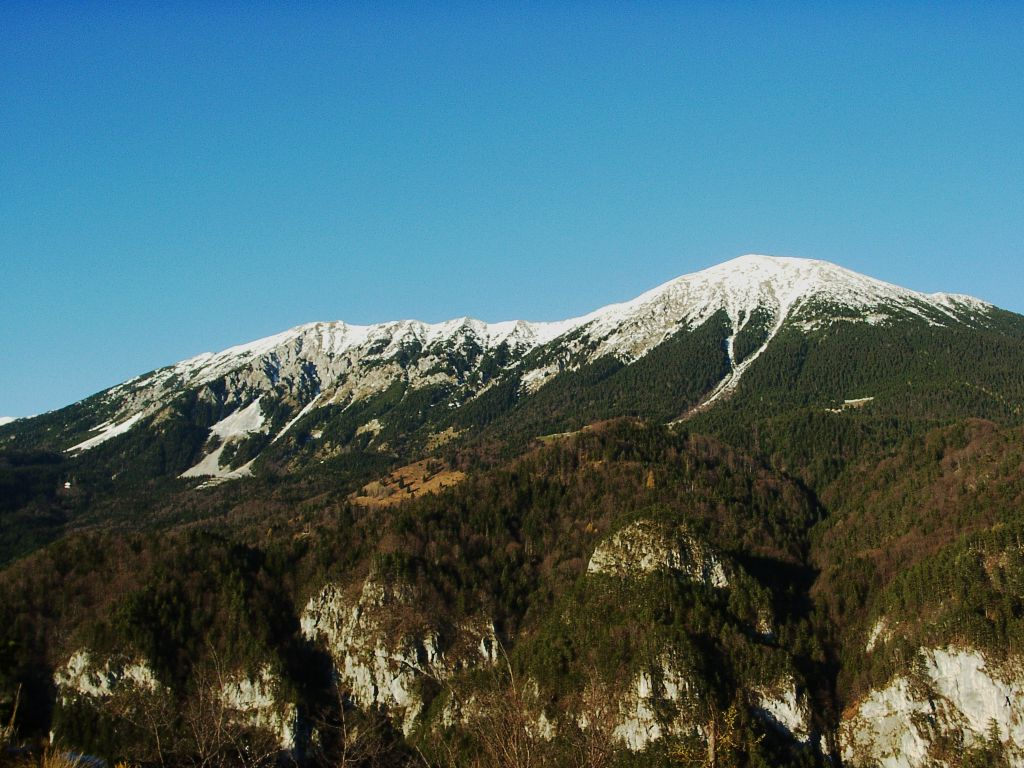
Stol (Hochstuhl)

- Roblekov dom na Begunjščici (1657 m)
- Begunjščica (2060 m)
- Planinski dom na Zelenici (1536 m)
- Prešernova koča na Stolu (2174 m)
- Golica (1836 m)

## Júliai-Alpok
- Aljažev dom v Vratih (1015 m)
- Dom Valentina Staniča (2332 m)

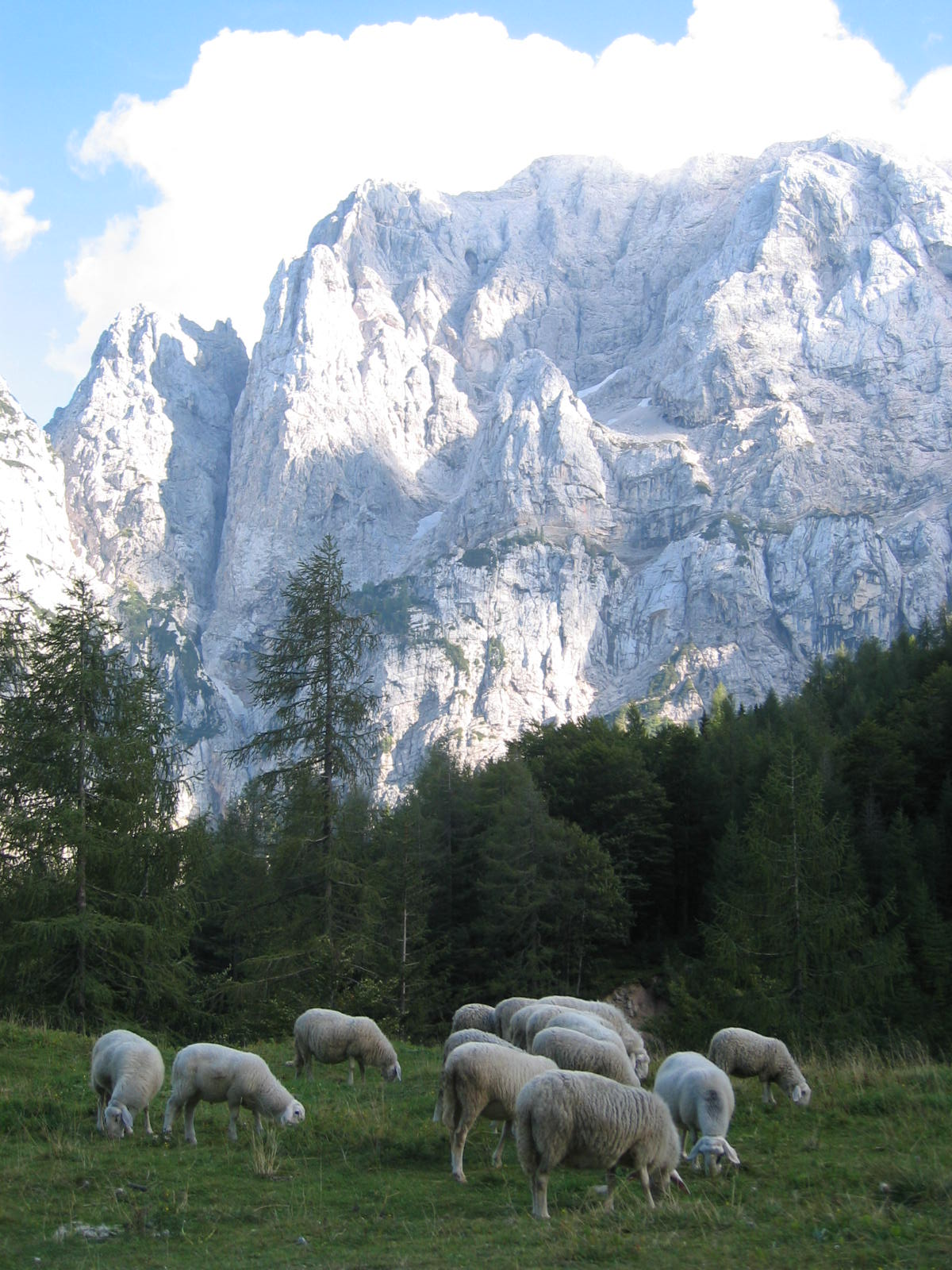
Prisojnik, Erjavčeve koča-ból nézve a Vršič-en

- Triglavski dom na Kredarici (2515 m) vagy dom Planika pod Triglavom (2404 m) vagy Tržaška koča na Doliču (2151 m)
- Triglav (2864 m)
- Pogačnikov dom na Kriških podih (2052 m)
- Razor (2601 m)
- Prisojnik (2547 m)
- Vršič - Tičarjev dom na Vršiču (1620 m) vagy Poštarski dom na Vršiču (1688 m) vagy Erjavčeva koča na Vršiču (1515 m)
- Zavetišče pod Špičkom (2064 m)
- Jalovec (2645 m)
- Soča forrása (886 m)
- Zasavska koča na Prehodavcih (2071 m)
- Koča pri Triglavskih jezerih (1685 m)
- Komna - Dom na Komni (1520m) vagy Koča pod Bogatinom (1513 m)
- Planinski dom pri Krnskih jezerih (1385 m)
- Gomiščkovo zavetišče na Krnu (2182 m)
- Koča na planini Razor (1315 m)
- Vogel (1922 m)
- Rodica (1966 m)
- Dom Zorka Jelinčiča na Črni prsti (1835 m)
- Dom Andreja Žvana - Borisa na Poreznu (1590 m)

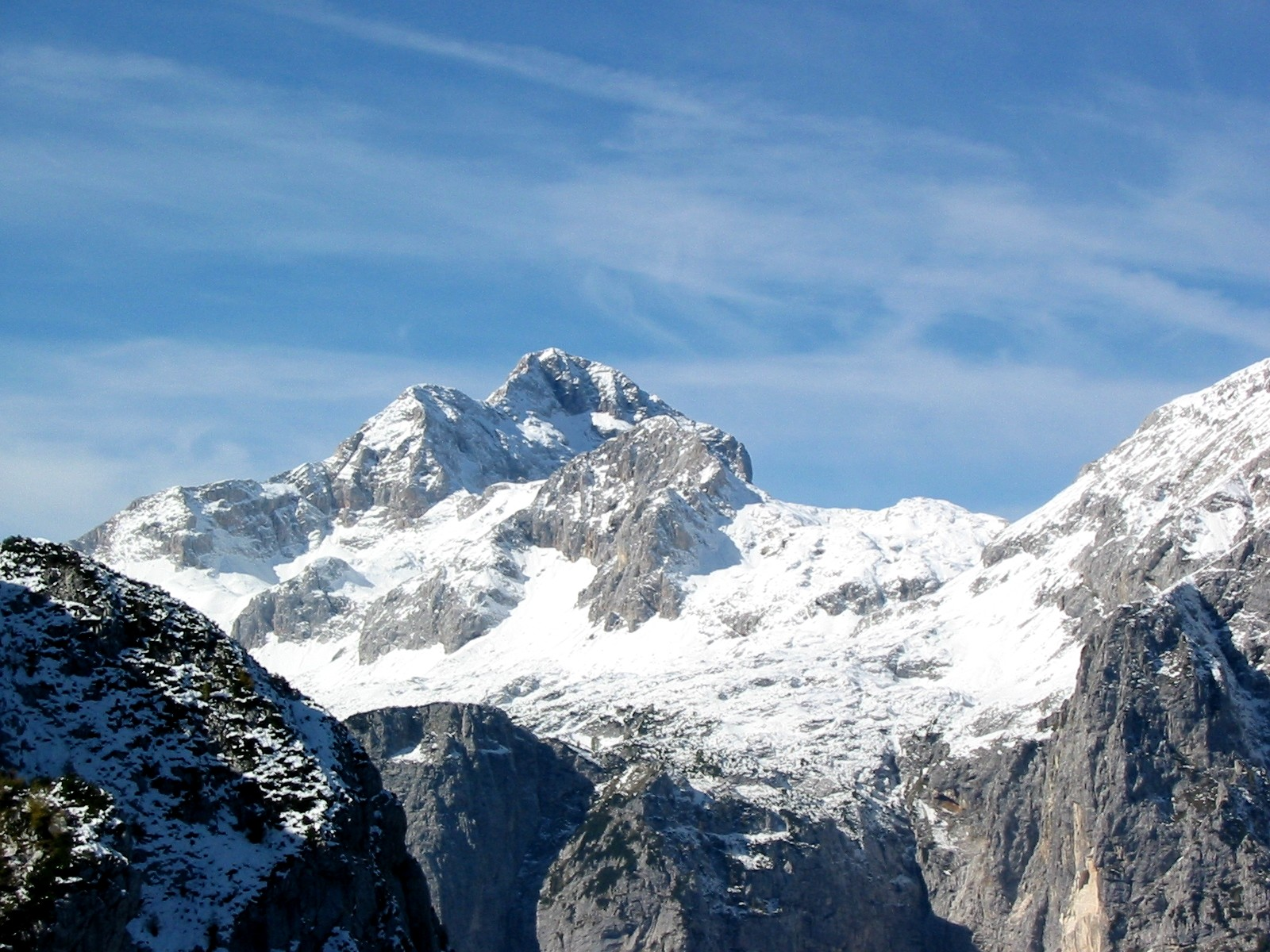
Triglav a Debela peč-ről nézve

- Franja Partizánkórház (536 m)

## Délnyugati rész

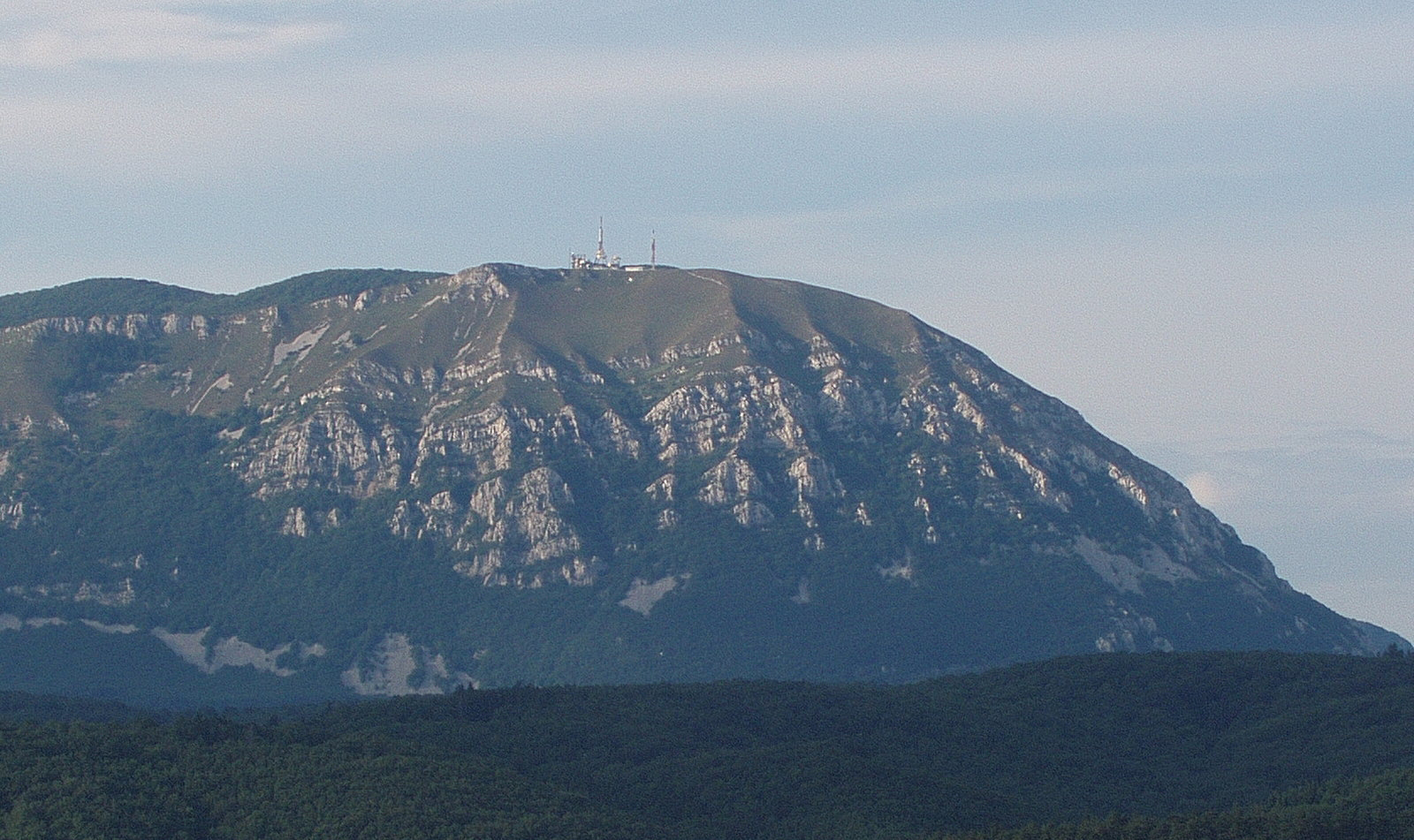
Nanos

- Planinska koča na Ermanovcu (964 m)
- Bevkov vrh (1051 m)
- Sivka - Mrzli vrh (1008 m)
- Koča na Hleviški planini (818 m)
- Mali Golak (1495 m)
- Koča Antona Bavčerja na Čavnu (1242 m)
- Sinji vrh (1002 m)
- Pirnatova koča na Javorniku (1156 m)
- Furlanovo zavetišče pri Abramu (900 m)
- Vojkova koča na Nanosu (1201 m)
- Vremščica (1026 m)
- Tumova koča na Slavniku (1028 m)
- Socerb (389 m)
- Tinjan (374 m)
- Ankaran (19 m)